# Hutchinson (Kansas)
Hutchinson es una ciudad y sede del condado de Reno, Kansas, Estados Unidos. Tiene una población estimada, a mediados de 2022, de 36.699 habitantes.
A la localidad se la conoce también como Salt City (en español, “la ciudad de la sal”). En el museo Strataca puede visitarse una mina subterránea de sal ubicada a 200 metros de profundidad.
En septiembre se celebra la Kansas State Fair(en español, “Feria estatal de Kansas”), y en marzo el torneo de baloncesto de la National Junior College Athletic Association (en español, “Asociación Nacional Atlética Universitaria Junior”). Hutchinson es también la sede del famoso museo sobre el espacio Kansas Cosmosphere and Space Center, situado cerca de la feria.

## Geografía
La ciudad está ubicada en las coordenadas 38°04′02″N 97°54′34″O / 38.06722, -97.90944 (38.067291, -97.90952), a orillas del curso medio del río Arkansas, un afluente del Misisipi.

## Demografía
Según el censo de 2000, en ese momento los ingresos medios de los hogares de la localidad eran de $30,625 y los ingresos medios de las familias eran de $43,750. Los hombres tenían ingresos medios por $21,750 frente a los $26,250 que percibían las mujeres. Los ingresos per cápita para la localidad eran de $10,776. Alrededor del 34.8% de la población estaba por debajo de la línea de pobreza.
De acuerdo con la estimación 2017-2021 de la Oficina del Censo, los ingresos medios de los hogares de la localidad son de $52,277 y los ingresos medios de las familias son de $65,005. Los ingresos per cápita en los últimos doce meses, medidos en dólares de 2021, son de $28,214. Alrededor del 13.1% de la población está por debajo de la línea de pobreza.